# Streptocarpus denticulatus
Streptocarpus denticulatus är en tvåhjärtbladig växtart som beskrevs av William Bertram Turrill. Streptocarpus denticulatus ingår i släktet Streptocarpus och familjen Gesneriaceae. Inga underarter finns listade i Catalogue of Life.

## Bildgalleri

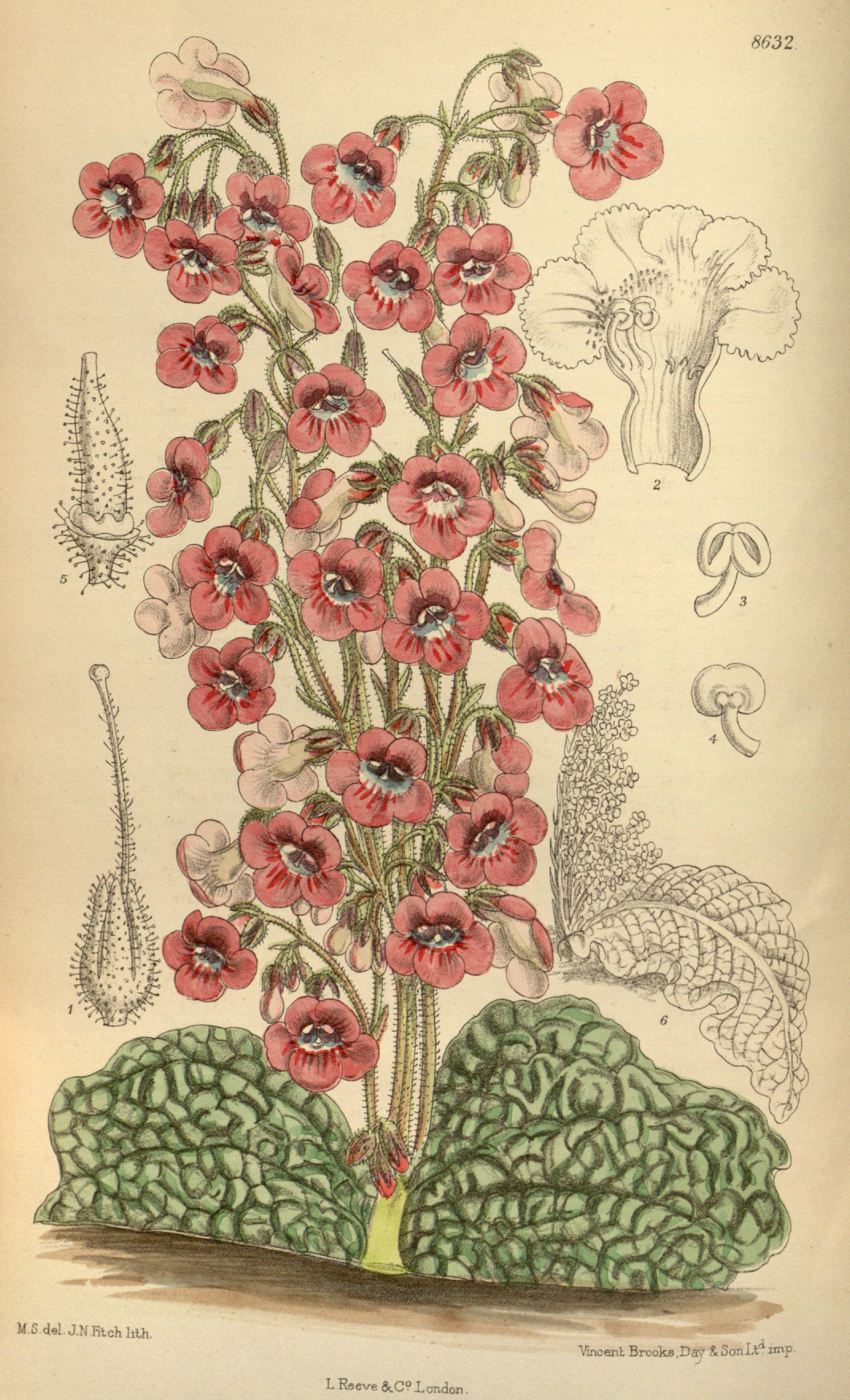